# Katsura Tarō

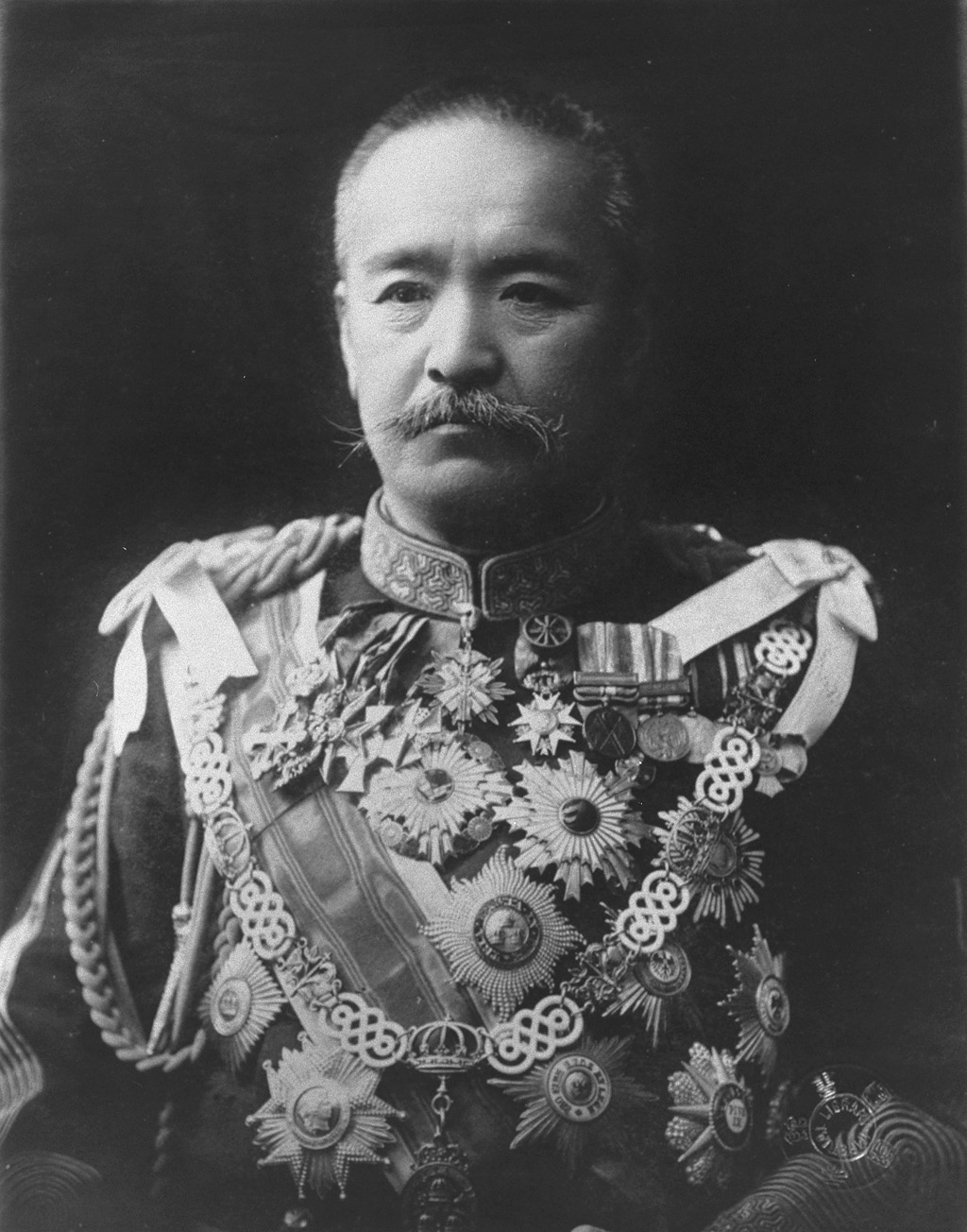
Katsura Tarō

Kōshaku Katsura Tarō (japanisch 桂 太郎; * 4. Januar 1848 in Hagi; † 10. Oktober 1913 in Tokio) war ein japanischer General und Politiker. Er amtierte als der 11., 13. und 15. Premierminister von Japan.

## Leben
Katsura wurde 1848 in Hagi im Lehen Chōshū (heute Präfektur Yamaguchi) in einer Samurai-Familie geboren und begann seine Karriere im Kampf auf der Seite der kaiserlichen Truppen im Boshin-Krieg, der zur Meiji-Restauration führte. Dabei zeigte er solches Talent, dass er auf Staatskosten nach Deutschland (1870–1873) entsandt wurde, um Strategie und Taktik zu studieren. Später wurde er mehrfach als Militärattaché an der Berliner Botschaft eingesetzt. Nach seiner Rückkehr nach Japan wurde er 1886 zum stellvertretenden Heeresminister unter Ōyama Iwao ernannt. Sein politischer Aufstieg wurde auch von Yamagata Aritomo unterstützt.
1891 erhielt er das Kommando über die 3. Division, die er im Ersten Japanisch-Chinesischen Krieg von 1894 bis 1895 führte. Dabei unternahm er einen denkwürdigen Marsch mitten im Winter von der Nordostküste des Gelben Meeres bis Haicheng. Schließlich besetzte er Niuchwang und verband sich mit der 2. Armee, die sich die Liaodong-Halbinsel hinaufbewegte. Für diese Dienste erhielt er nach dem Krieg den Titel eines Vizegrafen (shishaku). Er war vom 2. Juni 1896 bis Oktober 1896 zweiter Generalgouverneur von Taiwan.
Ab 1898 diente er in mehreren Regierungen als Heeresminister, bis er 1901 selbst Premierminister wurde. Er behielt dieses Amt viereinhalb Jahre, ein Rekord zu dieser Zeit. Während seiner ersten Amtszeit begann Japan als asiatische Großmacht zu erscheinen. Meilensteine waren die Anglo-Japanische Allianz von 1902 und der Sieg über Russland im Russisch-Japanischen Krieg 1904/05. Für seine diplomatischen Erfolge wurde Katsura 1905 von König Eduard als Knight Grand Cross des Order of the Bath ausgezeichnet und wurde vom Tennō 1902 in den Rang eines Grafen (hakushaku) und 1907 in den Rang eines Markgrafen (kōshaku) erhoben. Aufgrund der verbreiteten Unzufriedenheit mit dem Vertrag von Portsmouth trat Katsura Anfang 1906 als Premierminister zurück.
In Katsuras zweite Amtszeit als Premierminister von 1908 bis 1911 fiel die endgültige Annexion Koreas im Jahre 1910, nachdem 1905 bereits ein Protektoratsvertrag zustande gekommen war. Von August 1911 bis zu seiner Wiederernennung als Premierminister im Dezember 1912 war er Siegelbewahrer (Naidaijin). Zugleich wurde er 1911 in den Kreis der Genrō aufgenommen und zum Fürsten (kōshaku) erhoben.
Seine kurze dritte Amtszeit als Premierminister fiel in die Zeit der politischen Krise nach dem Tod von Kaiser Meiji. Von seinen politischen Gegnern aus der Rikken Seiyūkai, der Mehrheitspartei im Unterhaus, wurde seine Wiederernennung als Teil einer Verschwörung der Genrō zur Aushebelung der Verfassung betrachtet. Mit einem „Misstrauensvotum“ und Großdemonstrationen konfrontiert, bemühte sich Katsura um die Intervention des neuen Tennō. Sein Versuch, sich mit der Gründung der Rikken Dōshikai eine eigene Machtbasis im Parlament zu verschaffen, kam zu spät. Er verlor die Abstimmung, den im Ergebnis ersten erfolgreichen „Misstrauensantrag“ der japanischen Geschichte, und trat im Februar 1913 zurück. Wenige Monate später erlag er einem Krebsleiden. Die von ihm gegründete Partei ging später in der Kenseikai auf.
Katsura kann als Hauptexponent des Konservativismus in Japan gesehen werden. Er hielt sich strikt an die Doktrin, dass Minister nur dem Tennō persönlich verantwortlich waren und keinesfalls dem Parlament. Dadurch stand er den politischen Parteien fern, und nur seine Begabung für Taktgefühl und Versöhnung ermöglichten ihm, mit solchen Grundsätzen zu regieren.
Seine Amtszeiten als Premierminister waren die 11. (2. Juni 1901–7. Januar 1906), 13. (14. Juli 1908–30. August 1911) und 15. (21. Dezember 1912–20. Februar 1913).